# Efecte Hall anòmal quàntic
L'efecte Hall anòmal quàntic (QAHE) és la versió "quàntica" de l'efecte Hall anòmal. Mentre que l'efecte Hall anòmal requereix una combinació de polarització magnètica i acoblament òrbita espín per generar un voltatge Hall finit fins i tot en absència d'un camp magnètic extern (per tant anomenat "anòmal"), l'efecte Hall anòmal quàntic és la seva versió quantificada. La conductivitat de Hall adquireix valors quantificats proporcionals als múltiples enters de la constant de von Klitzing ({\displaystyle e^{2}/h}) (també anomenat quàntic de conductància). En aquest sentit, el QAHE és similar a l'efecte Hall quàntic. L'enter aquí és igual al nombre de Chern que sorgeix de les propietats topològiques de l'estructura de la banda del material. Aquests efectes s'observen en sistemes anomenats aïllants Hall anòmals quàntics (també anomenats aïllants Chern).
L'efecte es va observar experimentalment per primera vegada el 2013 per un equip dirigit per Xue Qikun a la Universitat de Tsinghua.
L'efecte Hall quàntic (QH), la resistència Hall quantificada combinada amb una resistència longitudinal zero, és l'empremta digital experimental característica dels aïllants Chern: estats topològicament no trivials de matèria bidimensional amb simetria de inversió temporal trencada. En els aïllants Chern, la topologia de banda massiva no trivial s'expressa mitjançant estats quirals que transporten corrent al llarg de les vores de la mostra sense dissipació. L'efecte Hall anòmal quàntic (QAH) fa referència als efectes QH que es produeixen en absència de camps magnètics externs a causa d'una simetria de inversió temporal trencada espontàniament. L'efecte QAH s'ha realitzat ara en quatre classes diferents de materials bidimensionals: (i) pel·lícules primes d'aïllants topològics dopats magnèticament (Cr- i/o V-) de la família (Bi,Sb)2⁢Te3, (ii) ) pel·lícules primes de l'aïllant topològic magnètic intrínsec MnBi2⁢Te4, (iii) materials moiré formats a partir de grafè i (iv) materials moiré formats a partir de dicalcogenurs de metalls de transició. En aquest Col·loqui, es revisen els mecanismes físics responsables de cada classe d'aïllants QAH, destacant tant les diferències com els punts en comú, i es comenten les possibles aplicacions de l'efecte QAH.